# Serie A (Italia) 1942-43
La Serie A 1942–43 fue la 43.ª edición del campeonato de fútbol de más alto nivel en Italia y la 14.ª bajo el formato de grupo único. Torino ganó su segundo scudetto.

## Clasificación
| Pos. | Equipo           | Pts. | PJ | G  | E  | P  | GF | GC | Dif. | Clasificación             |
| ---- | ---------------- | ---- | -- | -- | -- | -- | -- | -- | ---- | ------------------------- |
| 1    | Torino (C)       | 44   | 30 | 20 | 4  | 6  | 68 | 31 | +37  | Campeón                   |
| 2    | Livorno          | 43   | 30 | 18 | 7  | 5  | 52 | 34 | +18  |                           |
| 3    | Juventus         | 37   | 30 | 16 | 5  | 9  | 75 | 55 | +20  |                           |
| 4    | Ambrosiana-Inter | 34   | 30 | 15 | 4  | 11 | 53 | 38 | +15  |                           |
| 5    | Genoa            | 33   | 30 | 14 | 5  | 11 | 59 | 53 | +6   |                           |
| 6    | Bologna          | 29   | 30 | 12 | 5  | 13 | 53 | 39 | +14  |                           |
| 7    | Fiorentina       | 29   | 30 | 12 | 5  | 13 | 55 | 61 | −6   |                           |
| 8    | Milan            | 29   | 30 | 10 | 9  | 11 | 39 | 44 | −5   |                           |
| 9    | Lazio            | 28   | 30 | 10 | 8  | 12 | 56 | 59 | −3   |                           |
| 10   | Atalanta         | 28   | 30 | 11 | 6  | 13 | 34 | 44 | −10  |                           |
| 11   | Roma             | 28   | 30 | 12 | 4  | 14 | 36 | 50 | −14  |                           |
| 12   | Vicenza          | 25   | 30 | 8  | 9  | 13 | 36 | 44 | −8   |                           |
| 13   | Triestina        | 24   | 30 | 5  | 14 | 11 | 32 | 40 | −8   | Desempate por el descenso |
| 14   | Venezia          | 24   | 30 | 8  | 8  | 14 | 34 | 46 | −12  | Desempate por el descenso |
| 15   | Bari             | 24   | 30 | 7  | 10 | 13 | 24 | 38 | −14  | Desempate por el descenso |
| 16   | Liguria          | 21   | 30 | 7  | 7  | 16 | 36 | 66 | −30  | Descenso a Serie B        |

 Fuente: BDFutbol
Notas:
1. 1 2  El Liguria y el Bari debieron descender a la Serie B para la temporada 1943-44, sin embargo, en el verano de 1943 la liga fue suspendida debido a la campaña de los aliados en Italia, como parte de la Segunda Guerra Mundial. En 1945 se retomó la competición dejando sin efecto los descensos ocurridos durante esta campaña.

|           |
| Campeón   |
| Torino    |
| 2º título |

## Desempate por el descenso
|           |     |         | Ciudad y fecha               |
| --------- | --- | ------- | ---------------------------- |
| Bari      | 1-1 | Venezia | Roma, 2 de mayo de 1943      |
| Triestina | 2-0 | Venezia | Florencia, 9 de mayo de 1943 |
| Triestina | 3-2 | Bari    | Módena, 16 de mayo de 1943   |
|           |     |         |                              |
| Venezia   | 3-0 | Bari    | Bolonia, 6 de junio de 1943  |

## Resultados
| Local \ Visitante | AMB | ATA | BAR | BOL | FIO | GEN | JUV | LAZ | LIG | LIV | MIL | ROM | TOR | TRI | VEN | VIC |
| ----------------- | --- | --- | --- | --- | --- | --- | --- | --- | --- | --- | --- | --- | --- | --- | --- | --- |
| Ambrosiana-Inter  | —   | 1–0 | 0–0 | 1–0 | 4–0 | 3–0 | 3–1 | 4–1 | 5–1 | 0–1 | 3–1 | 0–2 | 1–0 | 1–0 | 1–4 | 1–2 |
| Atalanta          | 2–5 | —   | 2–0 | 1–0 | 1–0 | 3–1 | 0–2 | 2–0 | 2–0 | 0–2 | 0–0 | 2–1 | 1–0 | 2–2 | 1–2 | 2–2 |
| Bari              | 1–0 | 0–0 | —   | 0–1 | 4–2 | 0–0 | 2–3 | 2–1 | 2–0 | 1–1 | 2–0 | 2–2 | 0–1 | 1–0 | 2–1 | 0–0 |
| Bologna           | 3–1 | 2–0 | 4–0 | —   | 3–1 | 3–1 | 2–2 | 4–0 | 3–3 | 1–2 | 3–0 | 4–2 | 1–2 | 2–2 | 0–2 | 1–2 |
| Fiorentina        | 2–0 | 2–0 | 1–0 | 0–1 | —   | 3–2 | 3–4 | 1–1 | 5–1 | 4–3 | 3–0 | 3–0 | 2–3 | 2–2 | 2–1 | 4–2 |
| Genoa             | 1–0 | 1–0 | 3–2 | 3–1 | 0–2 | —   | 1–2 | 6–5 | 3–0 | 5–2 | 4–2 | 0–2 | 3–3 | 1–1 | 5–1 | 6–1 |
| Juventus          | 4–2 | 5–1 | 5–0 | 3–1 | 5–2 | 3–2 | —   | 2–4 | 4–1 | 3–0 | 1–1 | 1–2 | 2–5 | 6–2 | 5–2 | 2–6 |
| Lazio             | 3–1 | 3–2 | 0–0 | 2–1 | 3–3 | 1–1 | 5–3 | —   | 5–1 | 0–1 | 4–2 | 3–1 | 2–3 | 3–1 | 1–1 | 2–1 |
| Liguria           | 1–1 | 3–0 | 1–0 | 1–7 | 2–2 | 1–2 | 1–0 | 2–0 | —   | 1–2 | 2–2 | 3–0 | 2–3 | 1–1 | 1–0 | 3–1 |
| Livorno           | 4–2 | 1–1 | 1–1 | 1–0 | 4–1 | 3–1 | 0–3 | 4–2 | 3–1 | —   | 3–1 | 2–0 | 0–0 | 0–0 | 2–1 | 2–0 |
| Milan             | 0–3 | 0–1 | 3–1 | 3–2 | 1–3 | 0–0 | 2–0 | 4–1 | 0–0 | 1–1 | —   | 4–1 | 1–0 | 2–0 | 1–2 | 1–1 |
| Roma              | 1–3 | 2–1 | 1–0 | 1–1 | 1–0 | 2–3 | 1–2 | 1–0 | 5–1 | 1–0 | 1–1 | —   | 0–4 | 1–2 | 2–1 | 1–0 |
| Torino            | 1–3 | 4–2 | 3–0 | 2–1 | 5–0 | 3–1 | 2–0 | 2–2 | 3–0 | 1–2 | 0–1 | 4–0 | —   | 4–1 | 3–1 | 0–0 |
| Triestina         | 0–0 | 0–1 | 1–1 | 0–0 | 3–0 | 0–1 | 1–1 | 0–0 | 3–1 | 1–1 | 0–1 | 2–0 | 2–3 | —   | 1–1 | 2–0 |
| Venezia           | 0–2 | 1–1 | 0–0 | 1–0 | 2–2 | 4–1 | 1–1 | 2–1 | 1–0 | 0–1 | 1–3 | 0–0 | 0–3 | 1–1 | —   | 0–1 |
| Vicenza           | 2–2 | 2–3 | 1–0 | 0–1 | 3–0 | 0–1 | 0–0 | 1–1 | 1–1 | 1–3 | 1–1 | 1–2 | 0–1 | 2–1 | 2–0 | —   |